# Катастрофа Boeing 377 в Тихом океане (1957)
Катастрофа Boeing 377 в Тихом океане — авиационная катастрофа, произошедшая в четверг 7 ноября (8 ноября GMT) 1957 года посреди Тихого океана. Самолёт Boeing 377-10-26 Stratocruiser авиакомпании Pan American World Airways (Pan Am) с 44 людьми на борту выполнял пассажирский рейс из Сан-Франциско (штат Калифорния) в Гонолулу (Территория Гавайи), когда на полпути связь с ним прекратилась. Спустя неделю поисковые корабли нашли только несколько тел и отдельные фрагменты.

## Самолёт
Boeing 377-10-26 Stratocruiser с заводским номером 15960 и серийным 40 был выпущен компанией Boeing Airplane Company 19 августа 1949 года, а 30 августа совершил свой первый полёт. 28 сентября 1950 года поступил в авиакомпанию Pan American World Airways, где получил регистрационный номер N90944 и имя Clipper Romance of the Skies. В общей сложности самолёт имел налёт 23 690 часов 58 минут.
Его четыре силовые установки состояли из двигателей Pratt & Whitney 4360E-6, оборудованных воздушными винтами Hamilton модель 34E60-349 (лопасти — модель 7015B-2 из закалённого алюминия). В обтекателе воздушного винта располагался механизм блокировки шага, предназначенный для предупреждения роста числа оборотов винта выше максимально допустимого. Также каждый двигатель был оснащен турбонагнетателем CH10 фирмы General Electric, который служил для подачи под давлением воздуха для системы кондиционирования салона, а также для наддува двигателя.
Наработка двигателей:
- № 1: СНЭ — 13 804 часа, ПКР — 282 часа.
- № 2: СНЭ — 16 317 часов, ПКР — 1208 часов.
- № 3: СНЭ — 16 961 час, ПКР — 1249 часов.
- № 4: СНЭ — 13 459 часов, ПКР — 153 часа.

## Экипаж
Экипаж имел следующий состав:
- Командир воздушного судна (КВС) — 40-летний Гордон Х. Браун (англ. Gordon H. Brown). В Pan American работал с 1 мая 1942 года, а из послужного списка следовало, что в его продвижении был прогресс и за 15 лет он выполнил много полётов над океаном; с 28 ноября 1956 года числился в составе Тихоокеанско-Аляскинского подразделения и имел необходимую квалификацию для полётов на B-377. Также прошёл необходимую подготовку по использованию аварийно-спасательного оборудования и выполнению посадки на воду. Его общий налёт составлял 11 314 часов 55 минут, в том числе 674 часа 50 минут на самолётах B-377. Перед роковым полётом отдыхал 11 дней.
- Второй пилот — 37-летний Уильям П. Вигэнт (англ. William P. Wygant). В Pan American работал с 24 сентября 1946 года, прошёл необходимую подготовку по использованию аварийно-спасательного оборудования и выполнению посадки на воду. Его общий налёт составлял 7355 часов 57 минут, в том числе 4018 часов 58 минут на самолётах B-377.
- Третий пилот (пилот-штурман) — Уильям Х. Фортенберри (англ. William H. Fortenberry). В Pan American работал с 27 августа 1951 года, прошёл необходимую подготовку по использованию аварийно-спасательного оборудования и выполнению посадки на воду. Его общий налёт составлял 2683 часов 10 минут, в том числе 1552 часа на самолётах B-377. Перед роковым полётом отдыхал 19 дней.
- Бортинженер — 26-летний Альберт Ф. Пинэтаро (англ. Albert F. Pinataro). В Pan American работал с 11 июля 1955 года, перед трудоустройством закончил 9-месячный курс по техническому обслуживанию самолетов в младшем колледже[англ.] в Глендейле (Калифорния) и 9-месячный курс по самолётам и двигателям в лётной школе Лос-Анджелеса. Его общий налёт составлял 1596 часов 21 минуту, все на самолётах B-377. Перед роковым полётом отдыхал 160 часов.
- Стюарды
  - Джон Э. Кинг (англ. John E. King) — сервисный наблюдатель;
  - Оливер Э. Кроствэйт (англ. Oliver E. Crosthwaite) — старший стюард;
  - Мари Л. Макграт (англ. Marie L. McGrath);
  - Ивонна Л. Александер (англ. Yvonne L. Alexander).

## Катастрофа
Boeing 377 выполнял регулярный кругосветный перелёт, начинающийся из Сан-Франциско (Калифорния), а первым отрезком на этом пути был рейс PA-007 (позывные — Clipper 944) Сан-Франциско—Гонолулу. Согласно поданному плану, полёт должен был проходить на эшелоне 10 000 футов (3000 м) с приборной скоростью 226 узлов (418 км/ч). Всего на борту находились 36 пассажиров, 8 членов экипажа и запас топлива на 13 часов, при расчётной продолжительности полёта 10 часов; взлётный вес брутто составлял 147 000 фунтов (67 000 кг), что не выходило за установленные пределы. На маршруте при этом ожидались хорошие погодные условия. В 19:51 (11:51 PST) 7 ноября 1957 года Clipper 944 с 44 людьми на борту вылетел из аэропорта Сан-Франциско и направился через океан на запад; расчётное время прибытия на Гавайи оценивалось в 05:50.
В 20:09, когда «Боинг» занял предписанный эшелон, экипаж перешёл на частоту авиакомпании и установил связь с диспетчером Pan American, после чего обсудил с ним, что будет докладывать о своём местонахождении в 4 минуты каждого часа, а в 34 минуты каждого часа будет осуществляться «нормальная операция». В 00:30 8 ноября экипаж установил связь с метеорологическим судном November (находилось в точке 29°59′ с. ш. 140°08′ з. д.), от которого получил два сообщения с уточнением своего местонахождения: в 00:30 самолёт наблюдался на радаре на удалении 10 миль (16 км) к востоку от судна, а в 00:40 — на удалении 43 фута (13 м) по пеленгу 243°, опережая график примерно на 10 минут. В 01:04 с Clipper 944 поступил последний доклад о местонахождении — 29°20′ с. ш. 141°35′ з. д.; есть вероятность, что штурман определил данные координаты, как среднее между своими расчётами и коррекцией, определённой из данных с судна.
Далее Clipper 944 должен был выйти на связь в 01:34 и 02:04, но этого не произошло, а Центры управления воздушным движением в Сан-Франциско и Гонолулу никак не могли с ним связаться на всех частотах; в 02:34 самолёт был признан пропавшим без вести. Сразу начались поисково-спасательные работы, в которых приняли участие корабли Береговой охраны США, самолёты гражданских перевозчиков и американских ВВС, а 9 ноября из Лонг-Бич вышел и авианосец Philippine Sea. Через пять дней, 14 ноября один из самолётов с авианосца заметил на поверхности океана тела и отдельные фрагменты, плавающие на удалении 940 миль (1510 км) в востоку от Гонолулу и примерно на 90 миль (140 км) севернее от расчётной трассы полёта (29°36′ с. ш. 144°39′ з. д.). Подошедший на следующий день авианосец поднял отдельные фрагменты и в общей сложности 19 тел, при этом было отмечено, что 14 тел оказались одеты в спасательные жилеты. Вечером 15 ноября поисковые работы были прекращены; все 44 человека на борту были признаны погибшими. С учётом дрейфа фрагментов, расчётное место падения «Боинга» определили как 29°26′ с. ш. 143°34′ з. д., что на 105 миль (169 км) западнее и на 30° правее (севернее) относительно последнего переданного местоположения.

## Предварительное расследование
Для расследования катастрофы была сформирована группа, в состав которой вошли два следователя из Совета по гражданской авиации, представители Pan Am и Администрации по гражданской авиации (CAA) и два патологоанатома из Военного института патологии.

### Изучение обломков
Поднятые обломки доставили для изучения в ангар компании Pan Am в Сан-Франциско; в основном это были части вторичной конструкции фюзеляжа, отделки салона, предметы интерьера, а также множество почтовых пакетов и багажа. Фрагменты из фюзеляжа в основном располагались перед задним гермошпангоутом в верхней и нижней частях салона, а также с правой стороны. Лишь один найденный фрагмент не относился к конструкции фюзеляжа — участок опорного кольца капота двигателя, который застрял в плавающей подушке; определить, с какого двигателя был данный фрагмент, оказалось невозможно. Фрагментов основной конструкции планера обнаружить не удалось.
На некоторых фрагментах имелись признаки повреждения огнём, но удалось определить, что огонь повредил только участки, плавающие над водой; ни один из фрагментов не носил признаков пожара до падения в воду, а все обугленные части имели чёткую ватерлинию, ниже которой следов воздействия огня не было. Повреждённые огнём фрагменты были равномерно распределены по салону, а лабораторная экспертиза обугленных участков не нашла на них следов запрещённых или взрывчатых веществ. Не было найдено никаких доказательств взрыва самолёта в воздухе.

### Проверка багажа
Были проверены документы по багажу с целью выяснить, имелся ли на борту взрывчатый или иной опасный материал. Оказалось, что в переднем грузовом отсеке перевозилась партия сульфида натрия. Как позже заявил грузоотправитель, это был кристаллический сульфид натрия наивысшей степени чистоты, согласно тестам Американского химического общества, который перевозился в двух прозрачных стеклянных ёмкостях весом брутто 1 и ½ фунта, поставленных друг на друга и помещённых в деревянный ящик размерами 13×11×9 дюймов (33×28×23 см), при этом груз был упакован в соответствии с необходимыми правилами. Сам сульфид натрия представляет собой химически реактивное огнеопасное вещество, а потому должен транспортироваться в жёлтой кристаллической форме и упакованный в герметичную тару. При контакте сульфида натрия с водой образуется такой газ, как сероводород, который достаточно токсичен и огнеопасен, но определяется ещё в безопасно малых концентрациях по характерному запаху «тухлых яиц»; в этом случае экипаж должен был принять соответствующие экстренные меры — надеть кислородные маски и разгерметизировать самолёт для его проветривания. Было также установлено, что в багаже находилось небольшое количество радиоактивного медицинского вещества, перевозимого, однако, в соответствии с предписанными правилами: в запечатанной герметичной баббитовой капсуле длиной около дюйма, помещённой в герметично закрытую банку, в свою очередь, упакованную в картонную коробку, на которую сверху наклеили этикетку с информацией о радиоактивном материале. Ни один из этих двух грузов найден не был, но нет никаких оснований полагать, что они могли привести к катастрофе.
Остальной груз состоял из почты, багажа и специальных грузов, включая несколько ёмкостей с транквилизаторами и несколько партий кинофильмов на целлюлозной плёнке.

### Радиосвязь
Авиалайнер был оборудован SELCAL — радиосистемой с избирательным вызовом, когда каждый самолёт получает свой отдельный код. Благодаря ей диспетчеру для связи с конкретным бортом достаточно на частоте голосового вещания отправить закодированный сигнал, после чего на вызываемом самолёте декодер распознаёт его и уведомляет экипаж о вызове световым сигналом, что в свою очередь позволяет экипажу снижать или даже отключать громкость, тем самым избегая непрерывного прослушивания радиоэфира и не отвлекаться от пилотирования. Также на борту имелись две отдельные высокочастотные системы и два автоматических направленных приёмника, позволяющих осуществлять приём и радиовещание на различных частотах.
При начале взлёта и сразу после вылета связь на высокой частоте между диспетчером и экипажем была на хорошем уровне и замечаний не вызывала, в том числе был своевременно установлен контакт сперва с диспетчерской службой аэропорта Сан-Франциско, а затем и Центром управления воздушным движением на гражданских авиалиниях. Когда лайнер поднялся до предписанного эшелона, экипаж перешёл на частоту авиакомпании и, установив связь с диспетчером Pan American, обсудил с ним, что будет докладывать о своём местонахождении в 4 минуты каждого часа, а в 34 минуты каждого часа будет осуществляться «нормальная операция». Первый доклад о местонахождении был сделан в 21:05, а затем, как и было оговорено, экипаж выходил на связь в 4 и 34 минуты каждого часа; последней передачей стал доклад в 01:04. Также перед этим в 00:30 экипаж установил связь с метеорологическим судном November, от которого получил два сообщения с уточнением своего местонахождения.
В ходе расследования возникла версия, что после 01:04 экипаж мог передать ещё сообщение, которое, однако, не было услышано, хотя ранее на записях переговоров на той же частоте его не нашли. Повторная проверка плёнок с записями подтвердила, что после 01:04 действительно была одна радиопередача, однако очень слабая и противоречивого понимания. На расшифровку этого сообщения было потрачено более трёх месяцев с применением самой современной на тот момент аппаратуры, а также при участии диспетчеров из Pan American, которые знали профессиональный жаргон среди экипажей авиакомпании, но так и не удалось доказать, что данная передача была сделана с борта N90944. Опросили экипажи 44 самолётов, которые в ту роковую ночь пролетали район происшествия за час до и после исчезновения, а также команду судна November, но никто после 01:04 не слышал никакого сообщения от Clipper 944.

### Погодные условия
Согласно сообщениям с надводных судов, включая November, и самолётов метеоразведки, погода на маршруте Clipper 944 была в целом прогнозируемой: отдельные кучевые и слоисто-кучевые облака с нижней границей 2000—3000 футов (600—900 м) и вершинами на 5000—8000 футов (1,5—2,4 км), и разорванные облака от 12 000 футов (3,7 км); никто не сообщал о наличии турбулентности, обледенении, молний, грозовой активности или осадках любого рода. Давление прогнозировалось на уровне 764 мм рт.ст., фактически оно составляло 765—767 мм рт.ст.. По данным с судна November, в 00:00—06:00 ветер на высотах до 10 000 футов (3000 м) был направлением 250—270° (западный), скорость на высотах 2000 футов (610 м) и 6000 футов (1800 м) составляла 8 узлов (4 м/с), на 10 000 футов (3000 м) — 12 узлов (6 м/с); такая картина совпадала с прогнозом. Волны приходили с направления 300° с периодичностью 11—13 секунд и высотой до 8 футов (2,4 м). Температура воздуха на высоте 10 000 футов составляла 4° по Цельсию.

### Патологоанатомическая экспертиза
Изучение 19 найденных тел показало, что 10 из них, вероятно, погибли от утопления. В целом на телах отсутствовали обширные травмы, а общее состояние тел привело к заключению, что удар о воду хоть и был сильным, но не настолько, чтобы лайнер разлетелся на мелкие обломки. При этом ни одно из тел не подвергалось воздействию огня до либо после смерти. Из 14 тел в спасательных жилетах двое оказались детьми, также в ещё одном удалось опознать стюардессу, привязанную к креслу. Опознали командира экипажа и старшего стюарда, а экспертиза синяков и ссадин на их телах показала, что они были привязаны ремнями безопасности. Нашли пять наручных часов, из которых двое остановились от удара в 26 и 27 минут соответственно. Ещё двое часов имели водонепроницаемый корпус, при этом одни продолжали работать и показывали правильное время, а другие оказались залиты водой и остановились в 35 минут. Пятые часы не имели водонепроницаемый корпус и остановились в 28 минут, будучи залиты водой. Учитывая, что в 01:34 экипаж на связь уже не выходил, а водонепроницаемому корпусу требуется значительное время, чтобы его механизм залило водой, время катастрофы было определено как 01:27 GMT.
Анализ мягких тканей обнаружил в некоторых телах повышенное содержание окиси углерода. Тогда была выполнена проверка систем самолёта Boeing 377 с целью выяснить, отказ какой из них может привести к образованию угарного газа, после чего получившийся газ начнёт собираться в одной части салона. Однако тесты показали, что выработка угарного газа и его неравномерное распределение по салону могут быть вызваны несколькими причинами, но нельзя точно увязать повышенный уровень окиси углерода в отдельных телах с расположением сидений, а следовательно, и источником угарного газа.

### Техническое состояние самолёта
Согласно данным из отчётов по обслуживанию, борт N90944 поддерживался в хорошем и надлежащем состоянии, в том числе были выполнены все директивы, касающиеся лётной годности; на момент подготовки самолёта к роковому рейсу по нему не было никаких известных замечаний. Самолёт был оборудован воздушными винтами Hamilton новой, на тот момент, модели 34E60-349, однако проверка записей авиакомпании по Тихоокеанско-Аляскинскому подразделению показала, что за всё время эксплуатации данных винтов по ним не было никаких отказов, связанных с нарушением целостности конструкции.
19 сентября 1957 года борт N90944 выполнял рейс Гонолулу — Сан-Франциско, когда раздался громкий стук, словно в кабине упал табурет. Через люк в кабине командир осмотрел углекислотные огнетушители под полом и в переднем грузовом отсеке, а через октант проверили антенны, но всё было в порядке; бортинженером была сделана запись в техническом журнале об этом инциденте. Командир также подозревал, что лопнула передняя шина, для проверки чего перед посадкой было решено осмотреть с земли выпущенные шасси; диспетчер не увидел ничего подозрительного, поэтому экипаж выполнил нормальную посадку. После проверки в Сан-Франциско в журнале по данному случаю появилась отписка инспектора: «Самолёт осмотрен и никаких повреждений не найдено». Как позже следователям рассказал тот самый инспектор, он осмотрел нижнее пространство в носовой части, передний грузовой отсек и внешнюю сторону самолёта, но ничего подозрительного не увидел. Зато он обнаружил, что тот самый звук можно повторить ударом ноги по двери между кабиной пилотов и грузовым отделением либо падением крышки унитаза в переднем туалете.
Также 4 июня и 3 октября 1957 года появились записи о жёстких посадках. После первого случая сертифицированные механики выполнили визуальный осмотр всей наружной обшивки на наличие деформаций, пятен топлива в зонах ячеек, трещин или повреждений шасси, проверили выпуск закрылков и осмотрели зону закрылков и сами посадочные закрылки. Механики не увидели никаких повреждений, поэтому подписали форму проверки как выполненную, хотя на самом деле они не выполнили один пункт из руководства по эксплуатации — снятие поверхностного покрытия для осмотра набора лонжеронов крыла. По второму случаю проверяющий механик только на словах сказал командиру экипажа, что проверка полностью выполнена, а командир этот момент не проконтролировал и не стал требовать документы о проверке, так как посчитал, что посадка была не настолько жёсткой, чтобы требовать из-за неё документы. Всего с 19 сентября по 8 ноября 1957 года, вплоть до рокового полёта, борт N90944 выполнил 41 рейс; как показал опрос пилотов, летавших на данном самолёте в этот период, они не заметили никаких необычных шумов, турбулентности в небе, жёсткой посадки или каких-либо других значительных происшествий; не было ничего такого, что могло бы пролить свет на катастрофу.
Последний периодический осмотр проводился с 6 по 8 ноября, то есть перед последним рейсом, а все необходимые документы были проверены и подписаны соответствующим обслуживающим персоналом. Следователи лично опросили всех сотрудников, которые по той или иной причине имели доступ к самолёту в течение стоянки в Сан-Франциско, всего 98 человек, однако этот масштабный опрос лишь показал, что «Боинг» прошёл нормальную предполётную подготовку. Не удалось раскрыть по характеру или поведению никого, кто бы мог быть заподозрен в саботаже.
После публичных разбирательств Совет по гражданской авиации провёл расследование конкретных методов технического обслуживания, капитального ремонта и устранения неисправностей на базе компании Pan American в Сан-Франциско. Цель данного расследования заключалась в получении информации, на основании которой можно было оценить адекватность обслуживания самолётов Boeing 377 и их силовых установок в авиакомпании. Были найдены различные нарушения в правилах и методиках по техническому обслуживанию, но эти отклонения нельзя напрямую связать с катастрофой, так как с борта N90944 не поступало никаких сообщений, которые могли бы дать представление о характере происшествия.
Также заодно проверили обучение и тренировки экипажей по действиям в чрезвычайных ситуациях, но учебные программы по действиям при пожаре, приводнении и эвакуации отвечали правилам, а все члены экипажа злополучного Clipper 944 имели необходимую подготовку.

## Анализ данных
На найденных фрагментах не было никаких признаков, что в кабине, салоне или грузовом отделении происходил масштабный пожар. Относительно пожара в двигателях или локального возгорания внутри фюзеляжа, который мог хоть и не сразу, но привести к нарушению структурной целостности самолёта, не было никаких доказательств, которые могли бы подтвердить либо, наоборот, опровергнуть данную версию. Ни о каких проблемах на борту с самолёта не сообщалось, но это может быть признаком того, что ситуация развивалась стремительно, когда не было времени на подачу сигнала бедствия. Локальный пожар мог привести к образованию дыма, который, заполнив кабину, серьёзно осложнил бы пилотирование, однако на борту для борьбы с этим имелось необходимое оборудование, а члены экипажа прошли необходимую подготовку. Найденные предметы имели следы обугливания выше ватерлинии, а значит, подверглись воздействию только огня на поверхности, возникшего после удара самолёта о воду.
С момента вылета из Сан-Франциско от экипажа поступило 5 ежечасных сообщений о местоположении, последнее из которых было за 21 минуту до удара о воду, а после него самолёт в какой-то момент начал снижение с высоты 3 км, уходя в сторону от метеорологического судна, пройденного за 35 минут до этого. В воду «Боинг» врезался примерно в точке 29°26′ с. ш. 143°34′ з. д., что в 105 милях западнее от последнего сообщённого местоположения и на 30° правее (севернее) направления полёта. Так как не известно, во сколько началось снижение, сколько длилось и где точно произошёл удар о воду, невозможно определить вертикальную и приборную скорости этого снижения. Исходя из природы найденных фрагментов, их расположения внутри самолёта, а также отсутствия серьёзных повреждений на телах, удар о воду произошёл под пологим углом. Здесь обращает на себя внимание некоторое сходство с произошедшим годом ранее приводнением другого Boeing 377 (борт N90943) в Тихом океане, так как если найденные фрагменты располагались в местах разломов, то у борта N90944 фюзеляж разрушился так же, как и у N90943. Возможно, что экипаж Clipper 944 также попытался совершить приводнение, а значит, он не был поражён и в некоторой степени продолжал пилотировать самолёт.
Однако непонятно, почему пилоты не стали возвращаться к November, вместо этого продолжая удаляться от него, хотя в случае приводнения вблизи судна с последнего могли сразу направить аварийно-спасательную команду для помощи выжившим, а также сообщить диспетчерам о происшествии. Также непонятен отворот на север, так как погодные условия в регионе были хорошими и не способствовали этому, а такой уход с маршрута привёл лишь к увеличению времени поисков. Точно неизвестно, какие были волны в океане в момент и месте происшествия, но маловероятно, что они отличались от тех, что были у находящегося в 105 милях западнее судна — направление 300°, периодичность 11—13 секунд, высота 8 футов (2,4 м); ветер у поверхности воды был юго-западный 11 узлов (6 м/с). Это были оптимальные условия для приводнения, а командир одного из авиалайнеров, пролетавших близ района происшествия примерно в это время, позже заявил, что редко видел на море более подходящие условия для посадки на воду. При таких хороших условиях уход в сторону от ближайшего судна, да ещё на север, можно было объяснить лишь тем, что после начала аварийной ситуации экипаж оказался выведен из строя либо произошла потеря контроля направления.
Были изучены предыдущие происшествия Boeing 377, когда возникали серьёзные проблемы с удержанием направления. В основном причина была в полном отделении одного из двигателей, кроме одного случая, когда произошёл взлёт с полностью открытыми створками капота. Во всех этих случаях возникала вибрация самолёта, причём настолько сильная, что экипаж начинал волноваться, как бы лайнер не развалился в воздухе, а при отделении двигателя также возникали большие проблемы за контролем направления одновременно с сохранением высоты полёта. Сама вибрация была вызвана турбулентностью, возникшей из-за условий обтекания воздухом конструкции планера, что, в свою очередь, могло быть вызвано взрывом в мотогондоле, разрушением передней части крыла или фюзеляжа либо вырыванием двигателя из крыла; разрушение фюзеляжа из-за взрыва при этом было сочтено слишком маловероятным. Высока вероятность, что аналогичная ситуация с потерей контроля над направлением возникла и с Clipper 944. Возможно, что экипаж не стал докладывать о проблемах на борту из-за полученного повреждения снаружи либо внутри фюзеляжа, которое вывело из строя антенны и/или испортило электрическую распределительную систему. Также, на основании вышесказанного, нельзя и исключить версию о недееспособности экипажа..
Обращают на себя внимание и результаты патологоанатомической экспертизы об обнаружении в отдельных телах повышенного содержания окиси углерода, притом что последний образуется при большинстве пожаров любого типа либо при термическом разложении многих веществ. Однако изучение найденных предметов и фрагментов показало, что на борту не было масштабного пожара, поэтому, вероятно, имел место тлеющий огонь, который помимо окиси углерода создал также задымление в кабине, из-за чего экипаж мог потерять контроль за направлением полёта. Однако на борту было необходимое аварийное противопожарное оборудование, которое должно было помочь взять контроль над пожаром, если только огонь не воспламенил какой-то опасный материал, наподобие киноплёнки на нитратной основе; в этом случае пожар не мог себя сразу выдать, но зато создавал интенсивное задымление, а огонь начинал неконтролируемое распространение.
Более высока вероятность, что появление угарного газа связано со сбоем в работе силовой установки, а последующая цепь событий привела к проникновению CO внутрь фюзеляжа. Этим сбоем мог быть отказ воздушного винта, в результате которого произошло отделение лопасти или всего винта либо разрушение диска турбонагнетателя; в этом случае возникли бы проблемы с пилотированием, сопровождавшиеся пожаром, а прошедший через фюзеляж винт или его лопасть мог вызвать пожар, разбить часть системы радиосвязи, вывести из строя компоненты противопожарного оборудования и разрушить систему снабжения экипажа кислородом. По мнению следователей, это наиболее вероятная причина образования CO внутри самолёта.
Наконец, есть некоторая вероятность, что кто-то злонамеренно напустил внутрь самолёта, особенно в кабину, чистого угарного газа, что из-за отсутствия дыма прошло незамеченным для экипажа и пассажиров. Экипаж успел бы достаточно вдохнуть этого газа, чтобы потерять сознание до того, как понять, что происходит, и предпринять необходимые действия, после чего фактически неуправляемый самолёт упал в воду.
Изучение истории самолёта показало, что по документам борт N90944 проходил нормальное техническое обслуживание, а также на нём не было никаких отказов, которые могли бы быть определённо связаны с катастрофой. Однако следователи этот момент поставили под сомнение, так как авиалайнер проходил неполные проверки после жёстких посадок в Сан-Франциско, в том числе после первой из них механики упростили себе работу, не став осматривать лонжероны крыла, а после второй маловероятно, что хоть какой-то осмотр проводился; что до случая «громкого стука» в кабине во время полёта, то после него в лучшем случае выполнили поверхностный осмотр. А проведённое Советом расследование методов работы на базе в Сан-Франциско показало, что такие нарушения отнюдь не единичны. В то же время комиссия отметила, что в авиакомпании уже занимались рассмотрением и, при необходимости, пересмотром руководств и процедур по техническому обслуживанию, а также перераспределением должностей и обязанностей персонала. Как показали результаты расследования, проведённого 19 марта 1958 года, в авиакомпании приняли во внимание обнаруженные нарушения и в соответствии с предложенными рекомендациями приняли корректирующие меры.
Версию, что на борту произошёл мощный взрыв бомбы, комиссия сочла несостоятельной, так как на поднятых фрагментах и телах не было найдено никаких доказательств в её пользу.

## Причины
1. Авиакомпания, экипаж и самолёт имели необходимые сертификаты;
2. Рейс был грамотно спланирован и отправлен;
3. Взлётный вес брутто составлял 147 000 фунтов (67 000 кг) и не выходил за установленные пределы;
4. Ход полёта и доклады о местонахождении на протяжении первой половины запланированного маршрута были нормальными и обычными;
5. Вскоре после последнего обычного доклада о местонахождении возникла чрезвычайная ситуация неопределённого характера;
6. Далее последовало снижение с высоты 10 000 футов (3000 м);
7. Никаких экстренных сообщений с самолёта не поступало;
8. Была выполнена некоторая подготовка к приводнению;
9. Самолёт разрушился при ударе;
10. Далее возник поверхностный пожар;
11. Погода не была фактором;
12. Было определено, что экипаж подвергся воздействию угарного газа, но потерю дееспособности установить не удалось;
13. Не найдено никаких признаков умышленного нарушения правил или саботажа;
14. Нарушения методов и/или процедур технического обслуживания, выявленные в ходе расследования, не могли быть связаны с происшествием.

Из-за отсутствия достаточных материальных доказательств комиссия от Совета по гражданской авиации пришла к заключению, что не может определить причины катастрофы.

## Память
В 2020 году журналист Кен Фортенберри выпустил книгу Flight 7 Is Missing: The Search For My Father’s Killer (с англ. — «Исчезновение рейса 7: В поиске убийцы моего отца.»); его отец Уильям Фортенберри на рейсе 7 был третьим пилотом.
4 апреля 2023 года на территории Исторического музея в Милбрее, что близ международного аэропорта Сан-Франциско, был открыт гранитный мемориал с именами всех, летевших на борту Clipper Romance of the Skies. На церемонии присутствовали родственники пассажиров и членов экипажа рейса PA-007.

### Комментарии
1. ↑  Здесь и далее по умолчанию указано Среднее время по Гринвичу (GMT)